# Masové koule

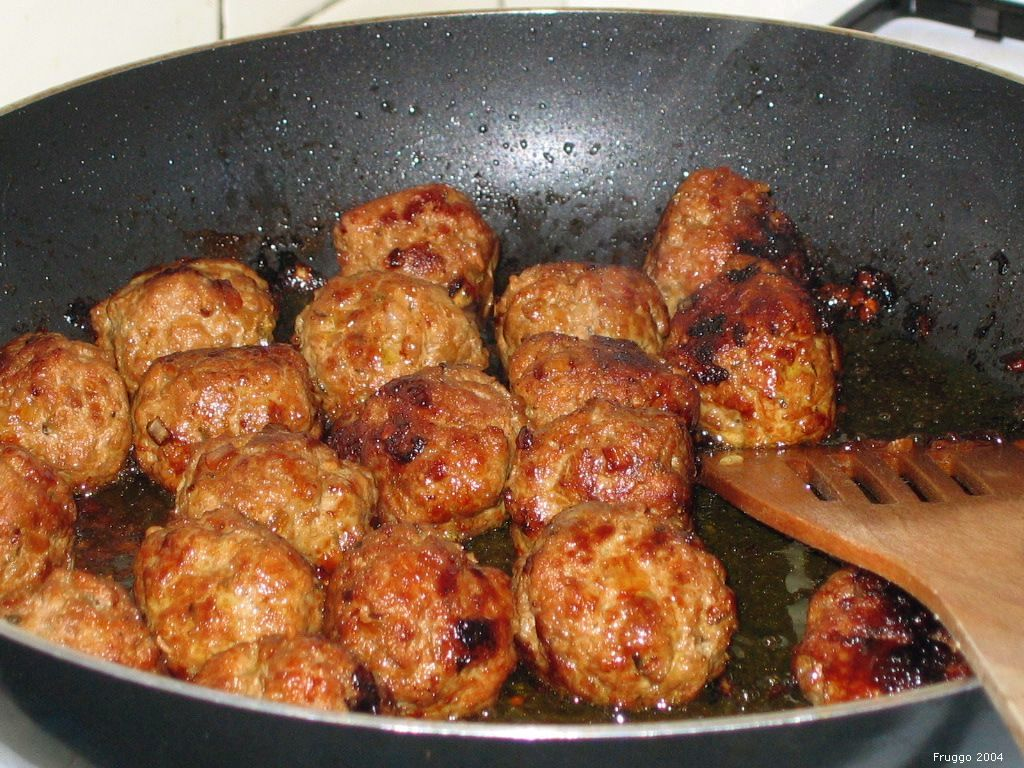
Příprava masových koulí

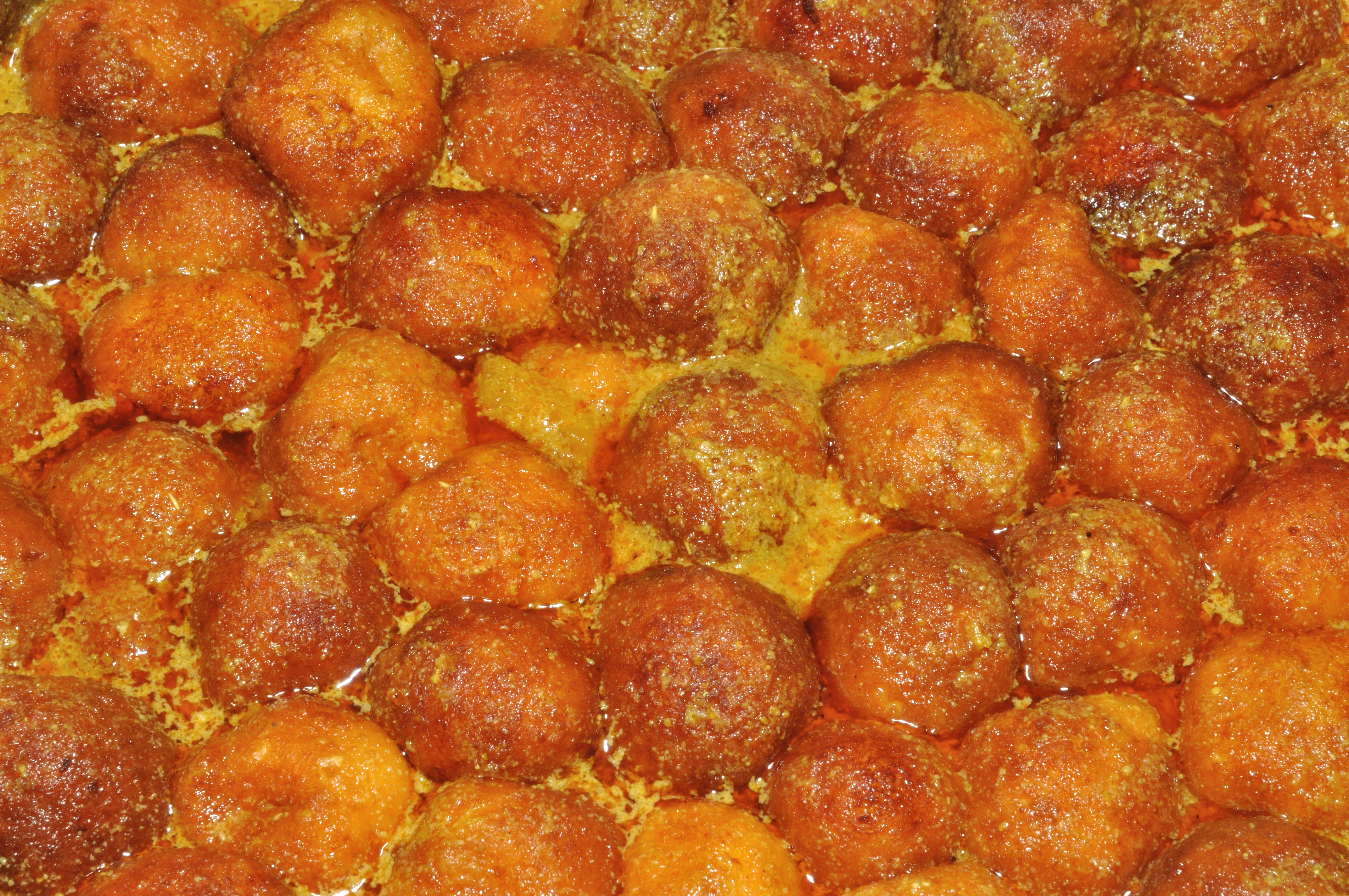
Indická kofta s kari

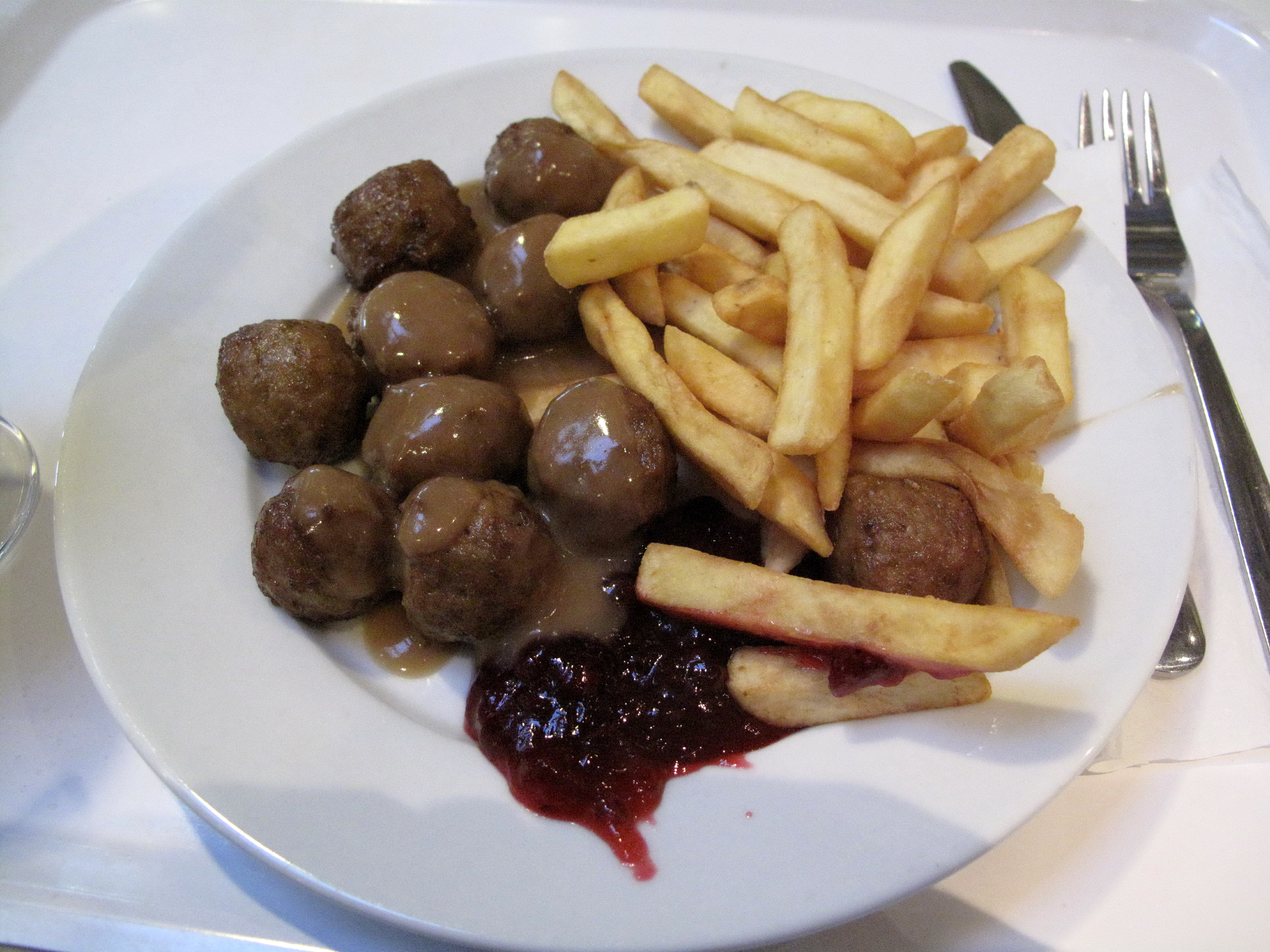
Švédské masové koule s hranolky a brusinkami

Pizza s masovými koulemi

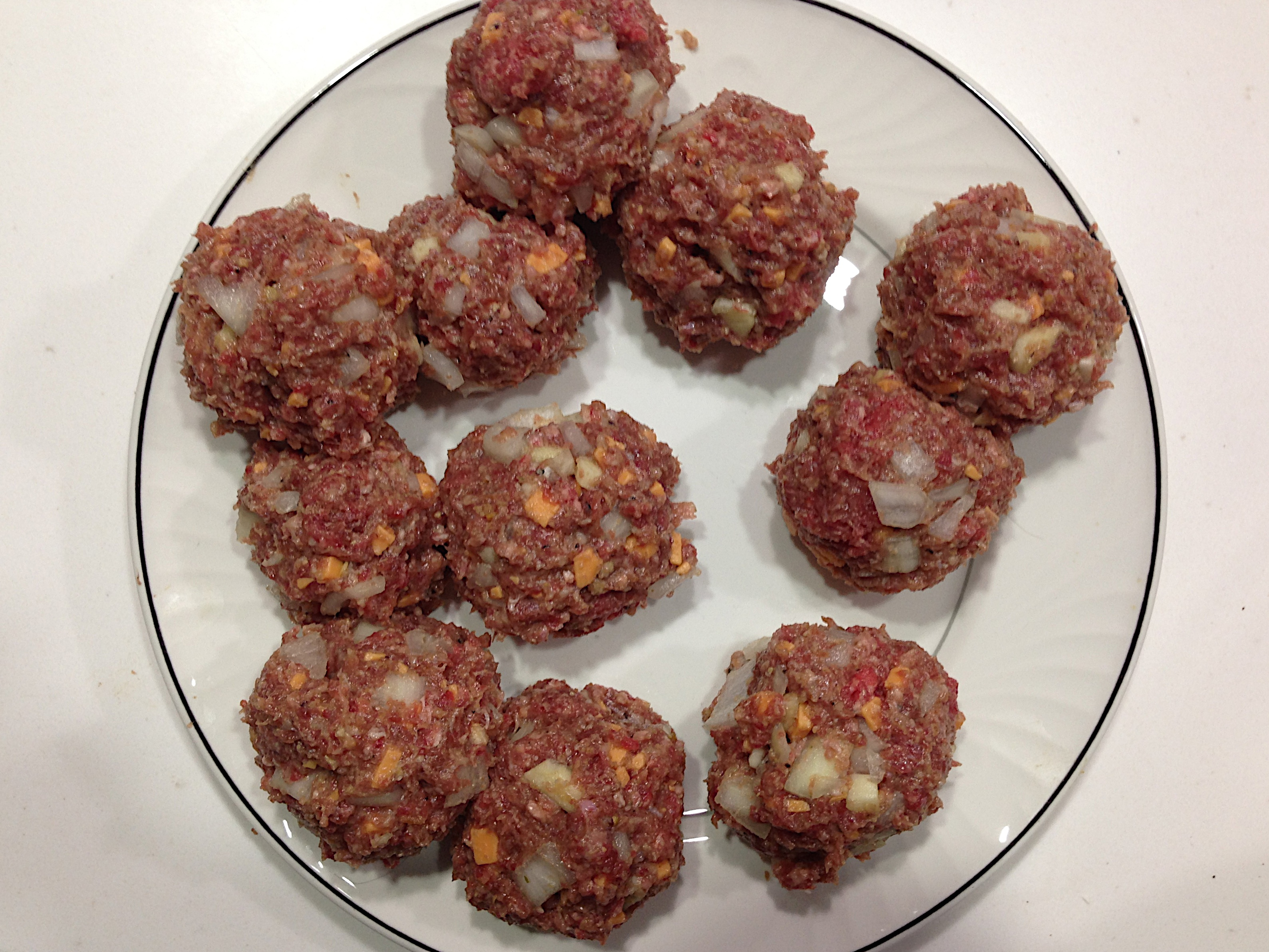
Syrové masové koule

Masové koule jsou populárním pokrmem v mnoha kuchyních Asie, Evropy a Ameriky. Jedná se o koule z mletého masa, někdy doplněné například o strouhanku, cibuli, vejce, máslo nebo koření, které jsou poté tepelně opracovány (například vařením, smažením, pečením nebo grilováním). Masové koule byly známy už ve starověké Číně a starověkém Římě. Za jednu z jejich podob se dají považovat české karbanátky a jejich německé a skandinávské obdoby.

## Druhy masových koulí

### Kofta
Kofta (též čufty, qofte, köfte, keftedes, chiftea) je druh koulí z mletého masa, koření a cibule, někdy též z rýže a bulguru. Je rozšířený v oblasti Indie, Pákistánu, Blízkého východu ale i Balkánu.

### Další druhy masových koulí
- ve starověkém Římě byly známy jako isicia a byly servírovany s omáčkou i směsí koření, případně byly ingrediencí po další pokrmy. Připravovaly se z vepřového, kuřecího, králíčího nebo bažantího masa.[1]
- Švédské masové koule (švédsky: köttbullar), národní jídlo Švédska. Jde o poměrně malé koule, obvykle podávané se smetanovou omáčkou. Traduje se že si je poprvé nechal připravit švédský král podle tureckého receptu. Podobné masové koule se připravují i v ostatních severských zemích.[2]
- V ruské a ukrajinské kuchyni se také připravují masové koule, konkrétně dva druhy: Tefteli (тефтели) jsou masové koule z mletého masa, rýže, brambor a zeleniny. Druhým typem jsou kotlety (котлеты) jsou koule skládající se pouze z masa a koření.
- V britské kuchyni se připravují masové koule zvané faggots, které jsou vyráběny z vepřového masa a vnitřností. Jsou pikantní.
- V německé kuchyni se připravují tzv. královecké klopsy, pokrm z masových koulí se sardelemi. Podobný pokrm se připravuje též v polské kuchyni.
- V americké kuchyni jsou masové koule poměrně populární jako součást jiných pokrmů, připravuje se například pizza s masovými koulemi, špagety s masovými koulemi, sendvič s masovými koulemi apod.
- Masové koule jsou populární také v čínské kuchyni, kde existuje mnoho verzí a regionálních variant. Masové koule bývají obvykle z vepřového masa a vaří se v různých omáčkách.
- V indonéské kuchyni se masové koule nazývají bakso. Obvykle bývají z hovězího nebo kuřecího masa a přidávají se do polévek.
- V japonské kuchyni se připravují masové koule zvané cukune. Jedná se o kuřecí masové koule ve formě špízů.
- S dalšími druhy masových koulí se lze setkat mj. v mexické, vietnamské, filipínské, italské, španělské, francouzské, belgické, rakouské nebo slovinské kuchyni.

## Galerie

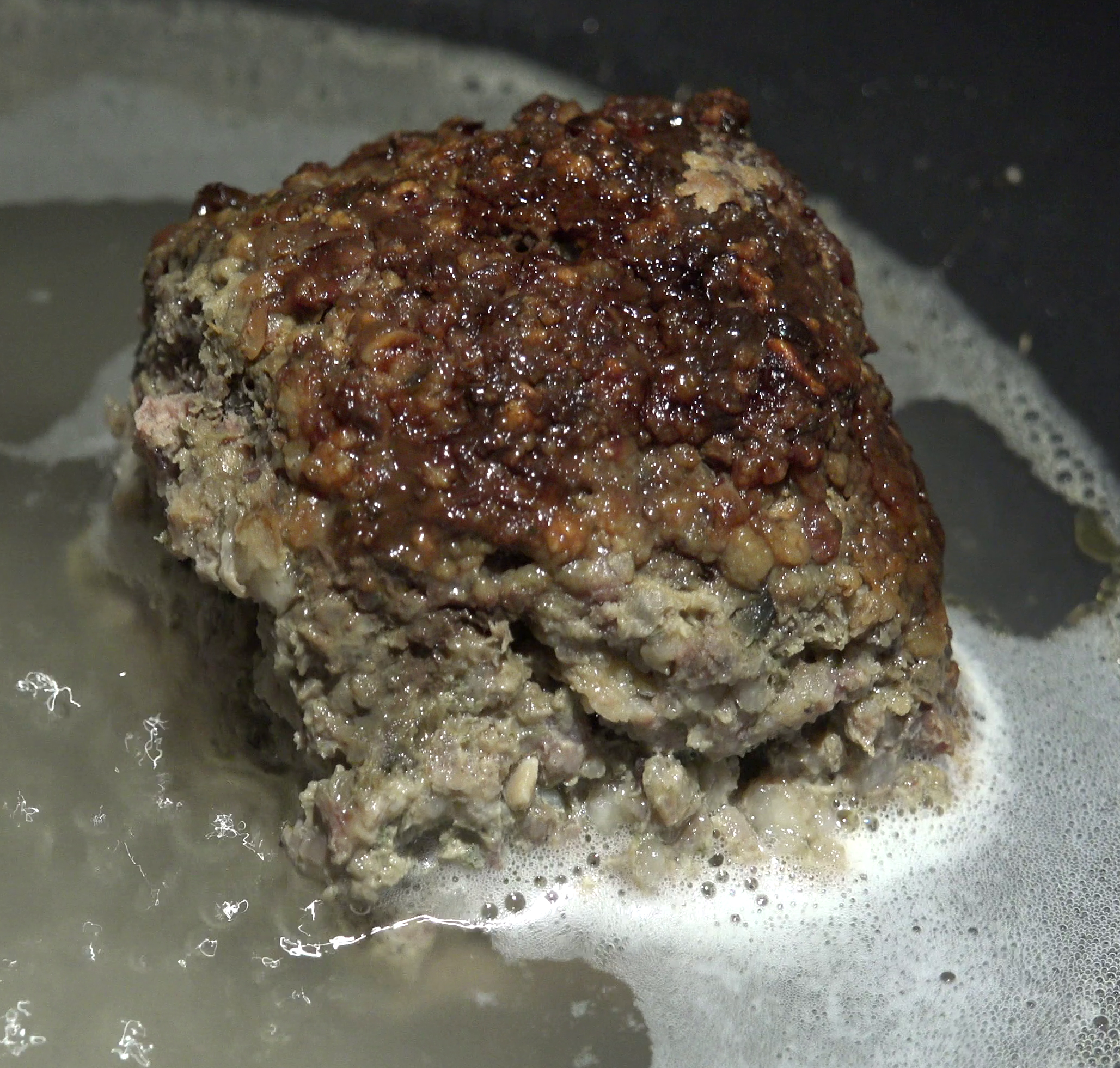
Faggots
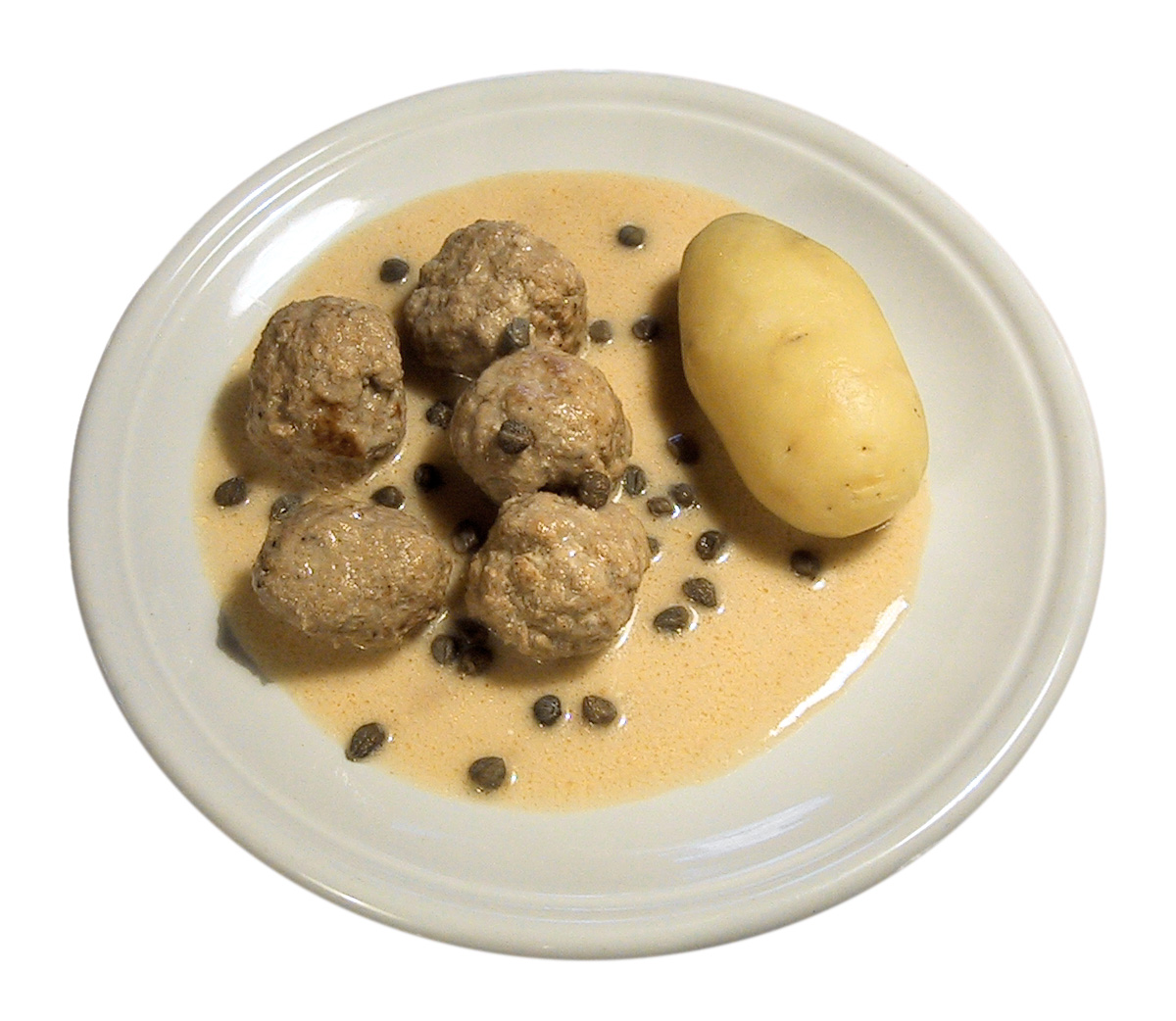
Královecké klopsy
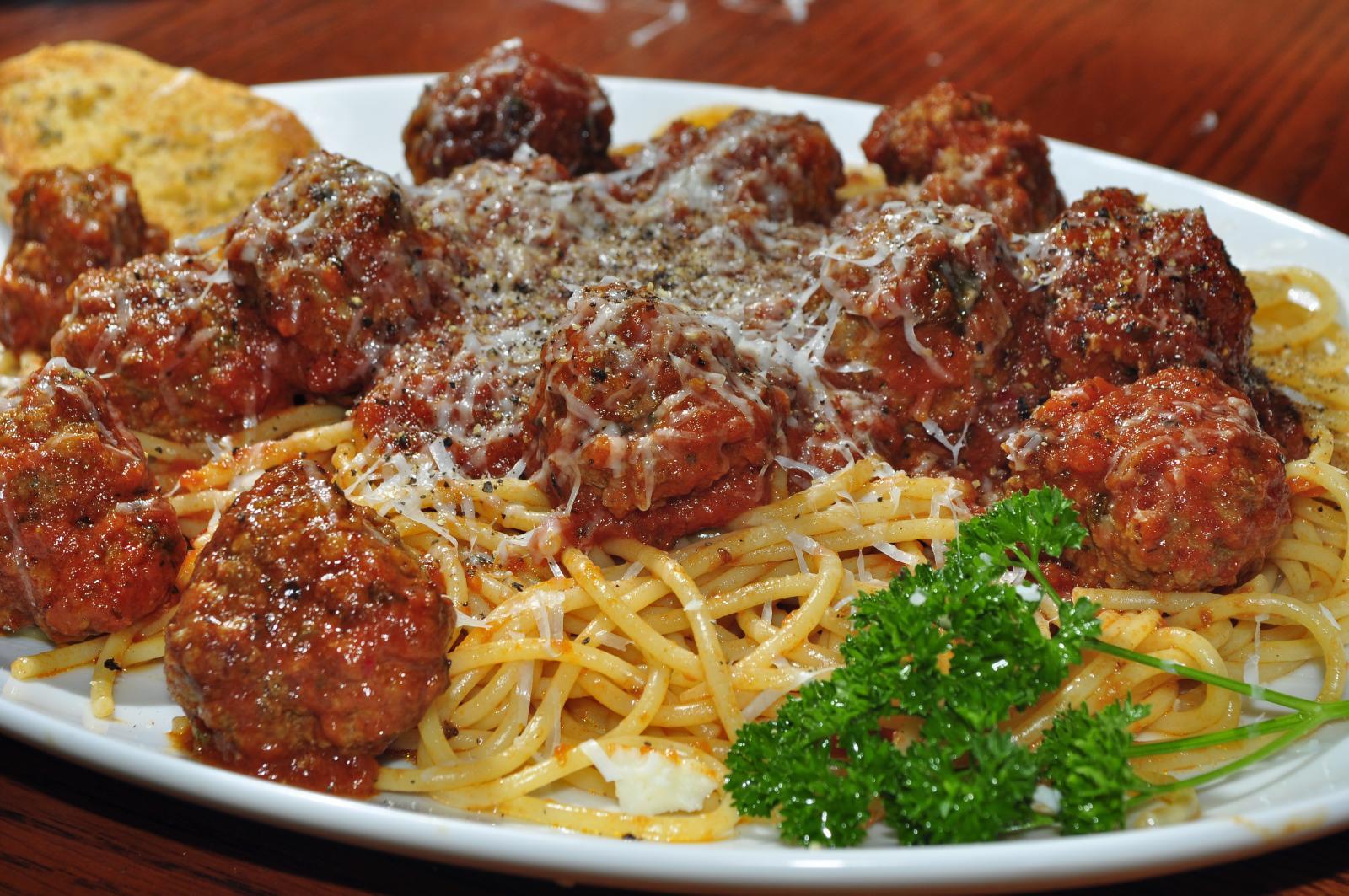
Špagety s masovými koulemi
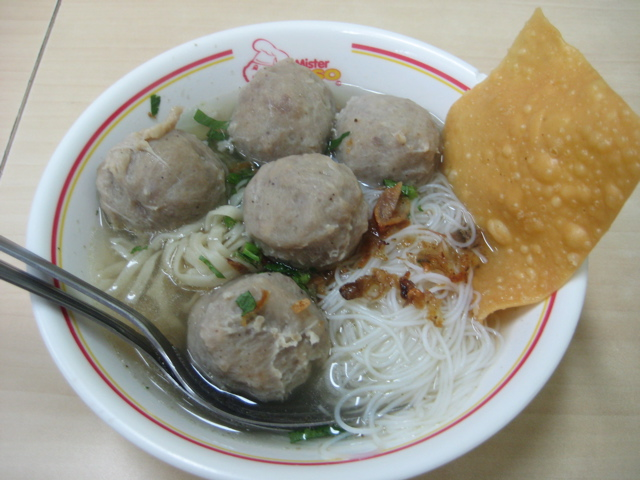
Polévka s bakso
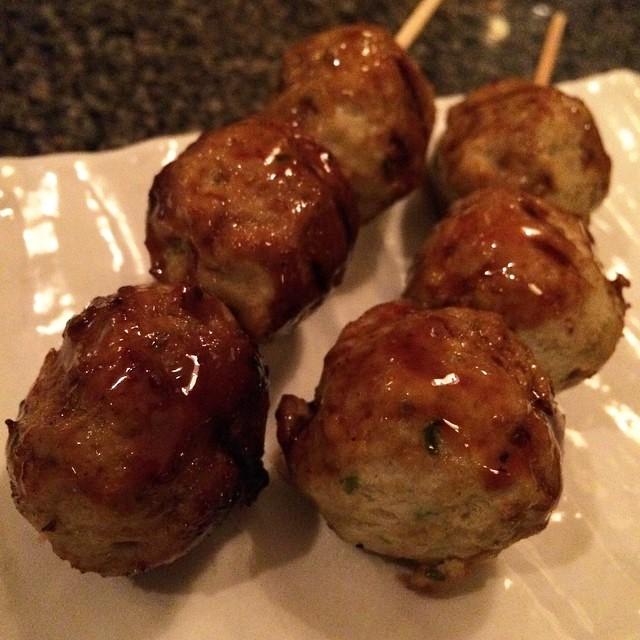
Cukune